# Воффорд-Гайтс (Каліфорнія)
Воффорд-Гайтс (англ. Wofford Heights) — переписна місцевість (CDP) в США, в окрузі Керн штату Каліфорнія. Населення — 2213 особи (2020).

## Географія
Воффорд-Гайтс розташований за координатами 35°42′54″ пн. ш. 118°28′19″ зх. д. / 35.71500° пн. ш. 118.47194° зх. д. (35.715113, -118.471993).  За даними Бюро перепису населення США в 2010 році переписна місцевість мала площу 15,69 км², з яких 15,69 км² — суходіл та 0,00 км² — водойми. В 2017 році площа становила 16,58 км², з яких 16,58 км² — суходіл та 0,00 км² — водойми.

## Демографія
Згідно з переписом 2010 року, у переписній місцевості мешкало 2200 осіб у 1143 домогосподарствах у складі 593 родин. Густота населення становила 140 осіб/км².  Було 1924 помешкання (123/км²).
Расовий склад населення:
| - 92,6 % — білих - 1,9 % — корінних американців - 0,5 % — азіатів - 0,3 % — чорних або афроамериканців - 1,2 % — осіб інших рас |

До двох чи більше рас належало 3,6 %. Частка іспаномовних становила 7,1 % від усіх жителів.
За віковим діапазоном населення розподілялося таким чином: 12,7 % — особи молодші 18 років, 50,2 % — особи у віці 18—64 років, 37,1 % — особи у віці 65 років та старші. Медіана віку мешканця становила 58,3 року. На 100 осіб жіночої статі у переписній місцевості припадало 97,0 чоловіків;  на 100 жінок у віці від 18 років та старших — 97,7 чоловіків також старших 18 років.
За межею бідності перебувало 2,6 % осіб, у тому числі 0,0 % дітей у віці до 18 років та 0,0 % осіб у віці 65 років та старших.
Цивільне працевлаштоване населення становило 472 особи. Основні галузі зайнятості: публічна адміністрація — 22,2 %, мистецтво, розваги та відпочинок — 15,7 %, освіта, охорона здоров'я та соціальна допомога — 15,5 %.